# مجوهرات كاليان
مجوهرات كاليان هي سلسلة هندية من صالات عرض المجوهرات. لها وجود في المدن الرئيسية في الهند وفي غرب آسيا مع قوة عاملة تزيد على 8000 موظف.
افتتحت الشركة عروضها العامة الأولية في 16 مارس 2021 وأعلن عنها في 26 مارس 2021.

## تاريخها
أسس مجوهرات كاليان «تي إس كاليانرامان»، الذي افتتح أول صالة عرض للمجوهرات سنة 1993 في «ثرسيير»، ولاية كيرالا، الهند برأس مال أولي قدره 7.5 مليون يورو ( 110.000دولار أمريكي). للشركة جذور قوية في تجارة المنسوجات والتوزيع وتجارة الجملة.
في البداية، عززت مجوهرات كاليان وجودها في ولايات جنوب الهند مثل ولاية كيرالا، تاميل نادو، كارناتاكا، أندرا براديش وتيلانجانا. سنة 2012، توسعوا خارج جنوب الهند بافتتاح صالة عرض في أحمد أباد، جوجارات و كان أميتاب باتشان أول من وقع أن يكون سفيرًا وطنيًا للعلامة التجارية.
سنة 2013، دخلت مجوهرات كاليان الأسواق الدولية بافتتاح ستة صالات عرض في الإمارات العربية المتحدة. ومنذ ذلك الحين نمت لتصبح 30 صالة عرض في الشرق الأوسط، في الإمارات العربية المتحدة وقطر والكويت وعمان. اعتبارًا من شباط 2020، تتمتع مجوهرات كاليان بحضور واسع في أكثر من 137 صالة عرض، 107 في الهند و30 في الشرق الأوسط.
أنشأت الشركة أيضًا «ماي كاليان»، وهو مركز خدمة العملاء، ويقدم الحجز المسبق لمشتريات الزفاف، وخطة كاليان الذهبية المسبقة لشراء الذهب، والتأمين على الحلي الذهبية، ونحو ذلك. يوجد حاليًا أكثر من 761 منفذًا لـ «ماي كاليان» في الهند.

## سفراء العلامة التجارية
سنة 2012، حصلت مجوهرات كاليان على توقيع «أميتاب باتشان» بوصفه أول سفير لعلامتها التجارية الوطنية. «أميتاب باتشان» و«جايا باتشان» سفراء العلامة التجارية العالمية وابنتهما «شويتا باتشان ناندا» مؤثرة مشهورة.
لاحقًا، عُينت «كاترينا كايف» أيضًا لدعم العلامة التجارية عالميًا في أبريل 2018.
دخلت مجوهرات كاليان في شراكة مع عدد من المشاهير ليكونوا سفراء العلامات التجارية الإقليمية ومنهم مانجو وارير في ولاية كيرالا، وناجارجونا أكينيني في ولاية أندرا براديش وتيلانجانا، وشيفا راجكومار في كارناتاكا، وبرابهو غانيسان في تاميل نادو.
سابقًا، مثلت مجوهرات كاليان مشاهير بوليوود مثل: سوشميدا سين، أشوريا راي وسونام كابور. بينما مثلهم شاروخان في الشرق الأوسط.
دُفع مئة مليون روبي إلى اشوريا راي باتشان -1.4 مليون دولار أمريكي- سنويًا مقابل صفقة لمدة عامين مع مجوهرات كاليان لتكون سفيرة للعلامة التجارية على مستوى البلاد، الذي كان سابقًا سوشميدا سين. تبلغ ميزانية الإعلان والتسويق لكاليـان نحو 900 مليون روبي،  13 مليون دولار أمريكي.
لاحقًا، حصلوا أيضًا على توقيع عدد من سفراء العلامات التجارية الإقليميين مثل: بوجا ساوانت في ولاية ماهاراشترا، وكينجال راجبريا في ولاية غوجارات، وميكا غابي في البنجاب، وريتاباري تشاكرابورتي في البنغال الغربية.

## انتقاد
سنة 2015، سحبت مجوهرات كاليان إعلانًا مثيرًا للجدل تظهر فيه أيشواريا راي باتشان بعد أن وصفته رسالة مفتوحة بأنها «عنصرية ماكرة» وشرارة ضخمة. صرحت الشركة: «كان الهدف منها الإبداع في تقديم الملوك والجمال الأبدي والأناقة».
سنة 2018، كانت مجوهرات كاليان في قلب إعلان تجاري مثير للجدل، قام ببطولته أميتاب باتشان وابنته شويتا ناندا. سُحب الإعلان بعد انتقاده من قبل اتحاد مسؤولي البنوك في الهند بزعم تصوير البنوك بصورة سلبية. هدد المصرفيون بالمقاضاة ودعوات المقاطعة ضد مجوهرات كاليان.

## أنشطة
في آذار 2020، أصدرت مجوهرات كاليان مبلغ 100 مليون روبي -1.4 مليون دولار أمريكي- لأعمال الإغاثة من فيروس كورونا.